# Sœurs de la Présentation de Marie
Ne doit pas être confondu avec Sœurs de la Présentation de la Bienheureuse Vierge Marie.
Les Sœurs de la Présentation de la Bienheureuse Vierge Marie (en latin : Congregationis a Praesentatione B.M.V), également appelées  Présentines, forment une congrégation religieuse féminine enseignante, sociale et adoratrice de droit pontifical.

## Historique
La congrégation est fondée le 21 novembre 1796, jour de la fête de la Présentation de Marie au Temple, à Thueyts (Ardèche) par Marie Rivier (1768 - 1838) avec quatre compagnes. Leur nom découle de la date de fondation de la communauté, le 21 novembre, qui correspond à la fête de la Présentation de Marie au Temple. En 1801, Mgr d'Aviau approuve les constitutions.
La maison de Thueyts devenant trop petite, un ancien couvent de visitandines laissé à l'abandon à Bourg-Saint-Andéol est acheté, la communauté déménage le 15 avril 1819. Par ordonnance royale du 29 mai 1830, Charles X autorise civilement la congrégation. L'institut obtient le décret de louange le 6 mai 1836 par Grégoire XVI, elle est définitivement approuvée en 1909 par Pie X. 
La congrégation essaime au Canada et de là aux États-Unis où elle est encore très présente dans l'enseignement des écoles primaires et dans des activités socio-caritatives au nord-est du pays. La congrégation est devenue largement anglophone aujourd'hui. En 1897, à Saint-Ours, au Québec, est construit un couvent (le Couvent de Saint-Ours) qui servira d’école, et plus tard, de résidence pour les sœurs de la congrégation, qui ont aussi une résidence à Saint-Hyacinthe.

## Fusion
Deux congrégations ont fusionné avec les sœurs de la Présentation:
- 1978 : Les Sœurs de la Présentation de Notre-Dame fondées à Castres en 1760 par Jean-Sébastien de Barral, évêque de Castres et sa sœur Félicité de Barral pour le soin des orphelines et l'éducation au catholicisme des jeunes filles protestantes. Les sœurs se vouent par simple consécration. La communauté est reconnue en 1764 par lettres patentes du roi Louis XV et enregistrée au parlement de Toulouse la même année. La Révolution française dispersent les religieuses ; elles se réunissent à nouveau en 1797 mais une grande partie de leurs biens ayant disparu, un pensionnat payant est fondé pour obtenir des revenus. En 1800, elles ouvrent des écoles gratuites pour les filles des familles pauvres. La communauté est reconnue en janvier 1827 par ordonnance royale de Charles X. En 1840, François de Gualy, archevêque d'Albi, introduit les vœux religieux dans la congrégation et harmonise les constitutions avec les nouvelles obligations des sœurs. En 1843, Jerphanion, le nouvel archevêque d'Albi, ajoute le soin des malades à l'apostolat des sœurs et approuve leurs constitutions le 14 avril 1852. Un décret impérial du 2 janvier 1853 reconnaît la communauté comme une congrégation à supérieure générale. L'institut reçoit le décret de louange en 1855 puis le décret d'approbation le 13 juillet 1860 ; leurs constitutions sont définitivement approuvées par le Saint-Siège le 8 mars 1861[5]. Elles fusionnent en 1978 avec les sœurs de la Présentation de Marie[4].

- 2009 : Sœurs de la Compassion de Rouen, congrégation de droit diocésain fondée en 1844 à Rouen par Louis Blanquart de Bailleul, archevêque de Rouen pour le soin des malades.

## Activité et diffusion
Les sœurs de la Présentation de Marie se consacrent à l'enseignement, aux retraites spirituelles, à l'adoration eucharistique, et de plus en plus à des activités sociales, notamment de promotion de la femme et de la protection de l'enfance.
Elles sont présentes en :
- Europe : France, Espagne, Italie, Portugal, Suisse ;
- Amériques : Brésil, Canada, États-Unis, Pérou ;
- Afrique : Cameroun, Burkina Faso, Gambie, Mozambique, Sénégal ;
- Asie : Japon, Philippines.

La maison-mère est à Bourg-Saint-Andéol
En 2017, la congrégation comptait 1016 sœurs dans 153 maisons.

### Édifices au Québec (Canada)
- Chapelle conventuelle des Soeurs de la Présentation de Marie de Drummondville
- Site patrimonial de la Paroisse-de-Saint-Edmond
- Couvent des Soeurs de la Présentation de Marie
- Ancien pensionnat de Drummondville

#### Anciens couvents au Québec
- Couvent de Saint-Ours
- Collège Rivier

## Annexe